# Primula barbatula
Primula barbatula är en viveväxtart som beskrevs av William Wright Smith. Primula barbatula ingår i släktet vivor, och familjen viveväxter. Inga underarter finns listade i Catalogue of Life.